# Мультитач
Мультитач (англ. multi-touch) — технологія, за якою поверхня (сенсорний екран або тачпад) розпізнає одночасно декілька точок натиснення. Наприклад, зближуючи пальці рук, можна зменшити картинку на дисплеї, а розсовуючи — збільшити. Мультитач-пади дозволяють працювати з пристроєм більш ніж одному користувачеві одночасно.
Розробка технології multi-touch почалася в 1982 році в Торонтському університеті.
Зараз різні технічні втілення технології використовуються і активно просуваються в продуктах компаній «Apple», «Hewlett-Packard», «Dell», «Microsoft» і деяких інших. «Apple» , втіливши multitouch у свої телефони iPhone, домігся значного успіху на ринку. «Microsoft» позиціює технологію як одне з найпомітніших нововведень у операційній системі «Windows 7».
Хоча слово «мультитач» зазвичай стосується сенсорних екранів, тачпади, починаючи з «Powerbook», також розпізнають жести декількома пальцями. У «Powerbook» є особливий сенс — прокрутка — лише в паралельного руху двома пальцями, а в «MacBook» вже розпізнаються двопальцеві повороти і розведення-зведення, а також різноспрямовані штрихи трьома і чотирма пальцями. (Опис на сайті «Apple».)

## Технології
Для роботи з мультитачем придатні дві технології: проєкційно-ємкісна (не при будь-якій формі електродів) і оптична.

## Найпоширеніші мультитач-жести
- зсунути пальці — дрібніше
- розсунути пальці — більше
- рухати декількома пальцями — прокрутка
- дотик одночасно до кількох об'єктів, або двома пальцями до одного
- змахування зверху, витягування панелі повідомлень (використовується на мобільних телефонах з ОС Android 3x/4x та IOS починаючи з 5-ї версії
- витягування панелі багатозадачності знизу. Використовується у IOS 5х або 6х
- схоплення п'ятьма пальцями для закривання програми
- змахування ліворуч/праворуч для перемикання між вкладками браузера, між відкритими програмами (IOS 5 або вище)